# Levante-Messe

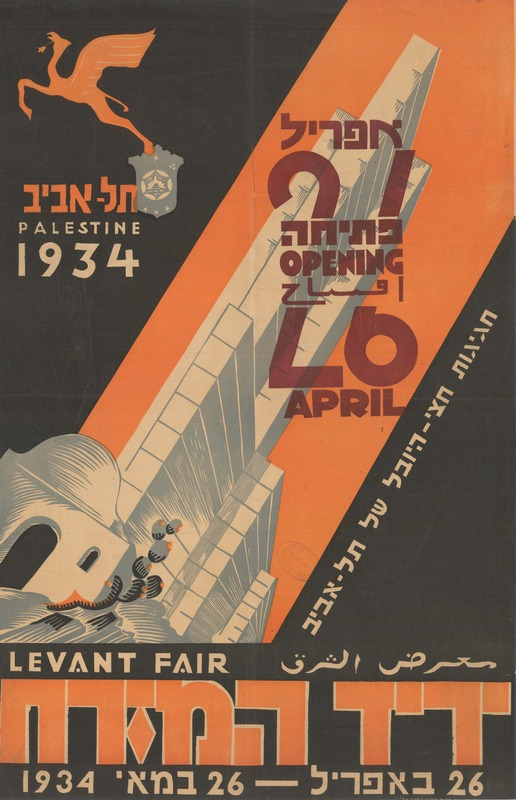
Werbung für die Levante-Messe 1934 mit dem Flying Camel

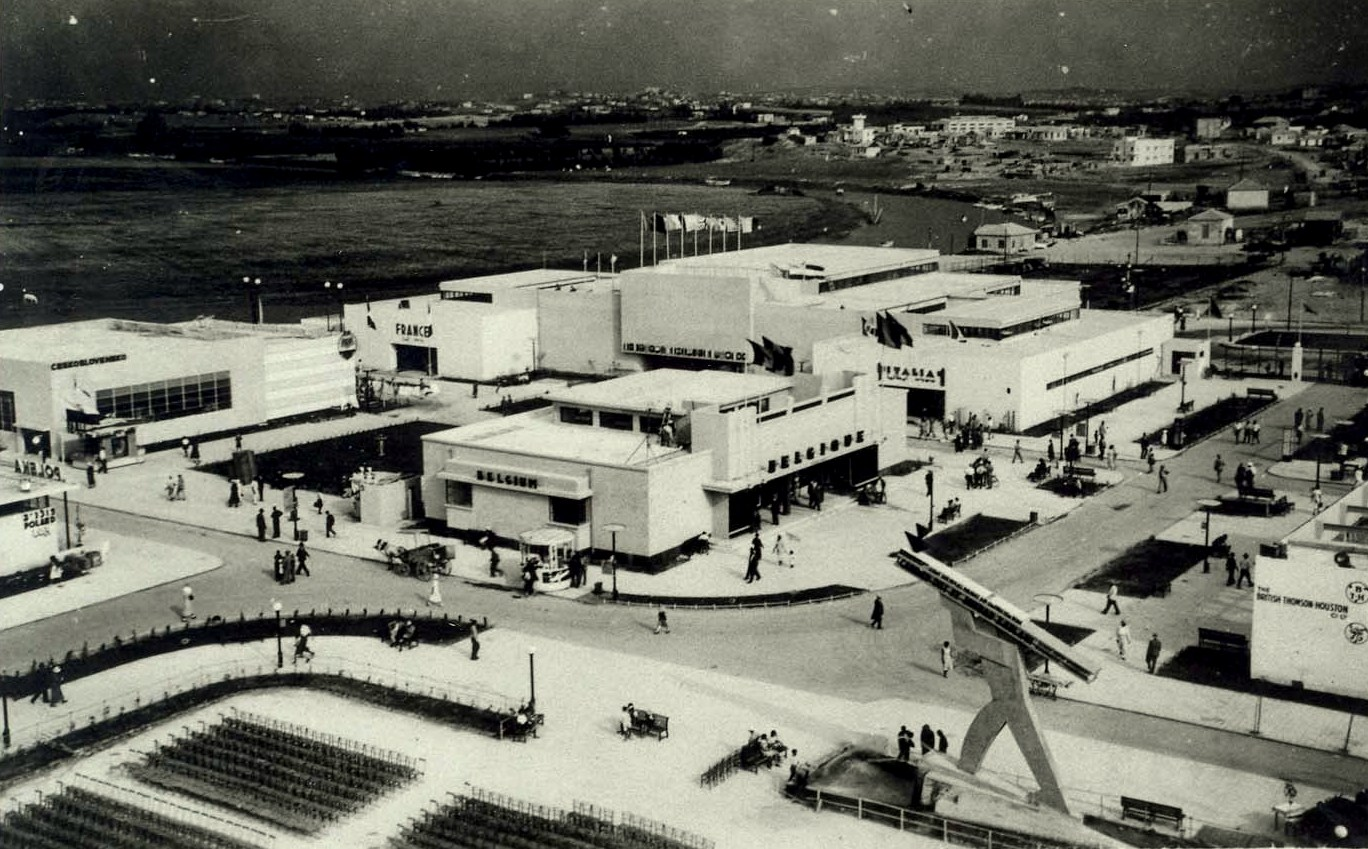
Ausstellungsgelände der Levante-Messe mit den belgischen, italienischen und französischen Pavillons

Die Levante-Messe (hebräisch יְרִיד הַמִּזְרָח Jərīd ha-Mizrach, deutsch ‚Orient-Messe‘; arabisch معرض الشرق, DMG maʿriḍ aš-šarq ‚Orient-Ausstellung‘; englisch Levant Fair oder Orient Fair) war eine internationale Fachmesse in Tel Aviv, die in den Jahren 1929 bis 1936 stattfand.

## Geschichte und Beschreibung

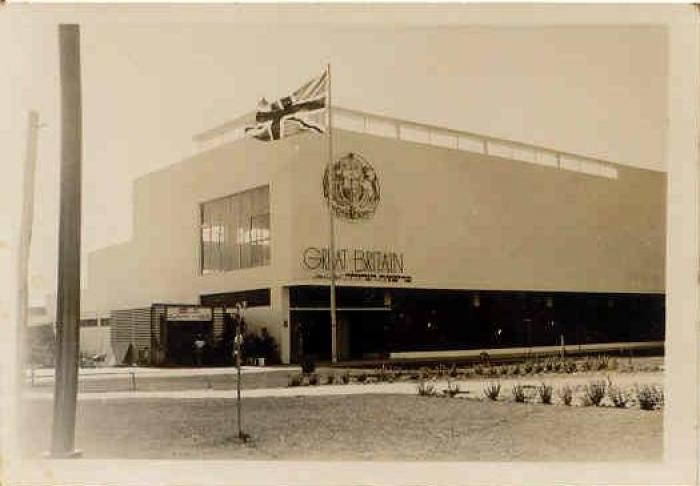
Britischer Pavillon vom Architekten Neufeld

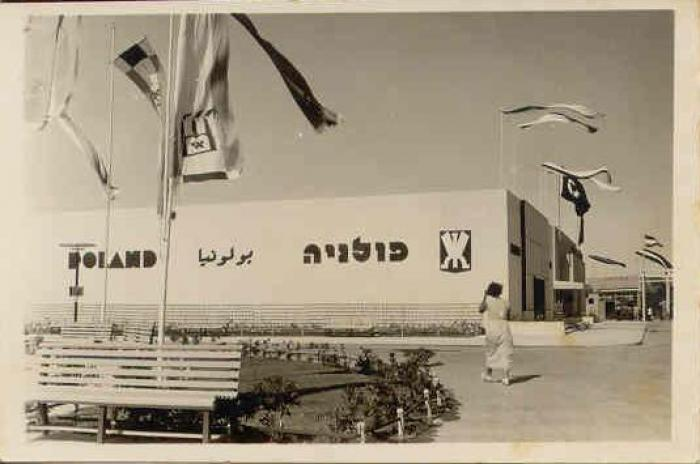
Polnischer Pavillon

### Ein Schaufenster für den Jischuv
Die Levante-Messe wurde nach einer Reihe von Ausstellungen und Messen 1932 erstmals Levant Fair genannt, nach der Levante, die die Länder des östlichen Mittelmeers bezeichnet. Die Ausstellungen hatten internationale und anfänglich insbesondere auch arabische Beteiligung, sie wurden zum wirtschaftlichen Mittelpunkt des Jischuv, des zunehmend zionistischen jüdischen Bevölkerungsteils. Im Norden von Tel Aviv war sie ab 1934 im permanenten Ausstellungspavillon beheimatet und erhielt Unterstützung von Arthur Grenfell Wauchope, dem britischen Hochkommissar für Palästina und Transjordanien.

### Kommerzieller Erfolg und künstlerische Modernität
„Ein Kristallisationspunkt bei der erfolgreichen Durchsetzung des architektonischen Modernismus ist die Levante-Messe von 1934.“ Bedeutende Architekten wie Arieh Elhanani, Genia Awerbuch, Richard Kauffmann, Josef Neufeld und Arieh Sharon planten und errichteten Ausstellungspavillons im Stil der Moderne. Für die Messe wurden Medaillen hergestellt und vergeben, die als Motiv wie das Plakat ein stilisiertes fliegendes Kamel – das Flying Camel – zeigen. 
Die Medaillen von 1932 und 1936 hatte der israelische Künstler und Kameenschneider Moshe Murro nach dem Entwurf El-Chananis, der auch Grafiker war, hergestellt. Das später in Tel Aviv errichtete Ausstellungszentrum Israel Trade Fairs & Convention Center verwendet dieses Motiv noch immer als Logo. 1934 fand die Messe in der Zeit vom 26. April bis zum 26. Mai statt. Das Plakat für die Messe des Jahres 1936 hatte der in Österreich geborene israelische Grafiker Franz Krausz (1905–1998) entworfen.

### Vom Niedergang zur Neuauflage
Während dem Arabischen Aufstand (1936–1939) wurde der Betrieb eingestellt. Im Zweiten Weltkrieg wurde das Gelände von der britischen Armee als Trainings-Camp requiriert. Ab 1959 wurde der Versuch gemacht, die Tradition der Messe wieder aufleben zu lassen. Doch war die vom 5. Juni bis 5. Juli 1962 abgehaltene Schau im Tel Aviver Messepark, die mit rund 700.000 Besuchern eigentlich ein Erfolg war, bald die letzte ihrer Art. Das Plakat gestaltete Dan Reisinger.

## Bibliographie
- Jaques Adler: Die Levante-Messe in Tel Aviv, in: Palästina: Zeitschrift für den Aufbau Palästinas, Heft 5 (1936), S. 254–257.
- Schweiz-Palästina – Levant Fair-Levantemesse, 26. IV.-26. V. 1934 (Tel Aviv): Die Schweiz auf der Levantemesse, Zürich: Jüdische Pressezentrale, 1934.